# Savez šaha u Republici Moldaviji
Savez šaha u Republici Moldaviji (rum. Federația de Șah a Republicii Moldova), krovno tijelo športa šaha u Moldaviji. Osnovan je 1947. godine i član je FIDE od 1992. godine. Sjedište je u Kišinjevu, Sciuseva ul. 111. Član je nacionalnog olimpijskog odbora. Moldavija pripada europskoj zoni 1.8. Predsjednik je Igor Dodon (ažurirano 26. listopada 2019.).

## Vanjske poveznice
- Službene stranice